# OPTrust
OPTrust, nombre comercial de OPSEU Pension Trust, es uno de los fondos de pensiones más grandes de Canadá y administra el Plan de Pensiones OPSEU para más de 86.000 miembros y jubilados. El fondo está sujeto a las reglas y los controles del Gobierno de Ontario y Canadá, incluyendo el Acto de Beneficios de la Pensión (Ontario) y el Acto de Impuesto sobre la renta (Canadá).

## Historia
El OPSEU Pension Trust comenzó oficialmente a funcionar el 1 de enero de 1995. La Junta de Síndicos del fondo fiduciario del plan de pensiones OPSEU administra el Plan de Pensiones OPSEU y es responsable de invertir los activos del Plan para apoyar el costo de los miembros y jubilados beneficiarios de pensión.
El Plan de Pensiones OPSEU fue creado para proporcionar ventajas sociales y servicios a los miembros y pensionistas adscritos, proporcionándoles a través del Plan una tutela conjunta. El Plan es patrocinado conjuntamente por el Gobierno de Ontario y el Servicio Público del Sindicato de Empleados de Ontario (OPSEU). OPTrust es un fideicomiso legal que se formó a partir de un acuerdo entre los patrocinadores y los empleados con el fin de gestionar mejor sus ingentes recursos.

## OPSEU Plan de pensiones
El plan de pensiones OPTrust parte del principio de mantener siempre a salvo a sus asegurados. A diferencia de otros planes (RRSPs, fondos mutuos u otros tipos de ahorro para la jubilación), la pensión OPTrust no está sujeta a riesgos de mercado o unida al éxito de determinadas inversiones. Al contribuir a una pensión OPTrust el asociado no tiene que preocuparse de una estrategia de inversión diferenciada para su pensión. Cuando se inscribe en el Plan de Pensiones OPSEU, su empleador también hace contribuciones en su nombre. Las contribuciones de empresa y empleado se calculan en dos pasos: 9,4% para sueldos inferiores al índice YMPE u 11% para ganancias por encima del índice YMPE. (El índice YMPE para 2015 fue de $53.600 dólares).